# Prehistorie van Marokko
De prehistorie van Marokko begint met de eerste sporen van menselijke bewoning die in Marokko zijn gevonden, in het Vroeg Pleistoceen. De oudste lithische overblijfselen die in Marokko zijn ontdekt, behoren tot het Acheuléen en dateren van ongeveer 1,3 miljoen BP (Before Present, voor heden). De oudste menselijke fossielen die tot nu toe zijn opgegraven zijn van latere datum, ongeveer 650.000 BP.

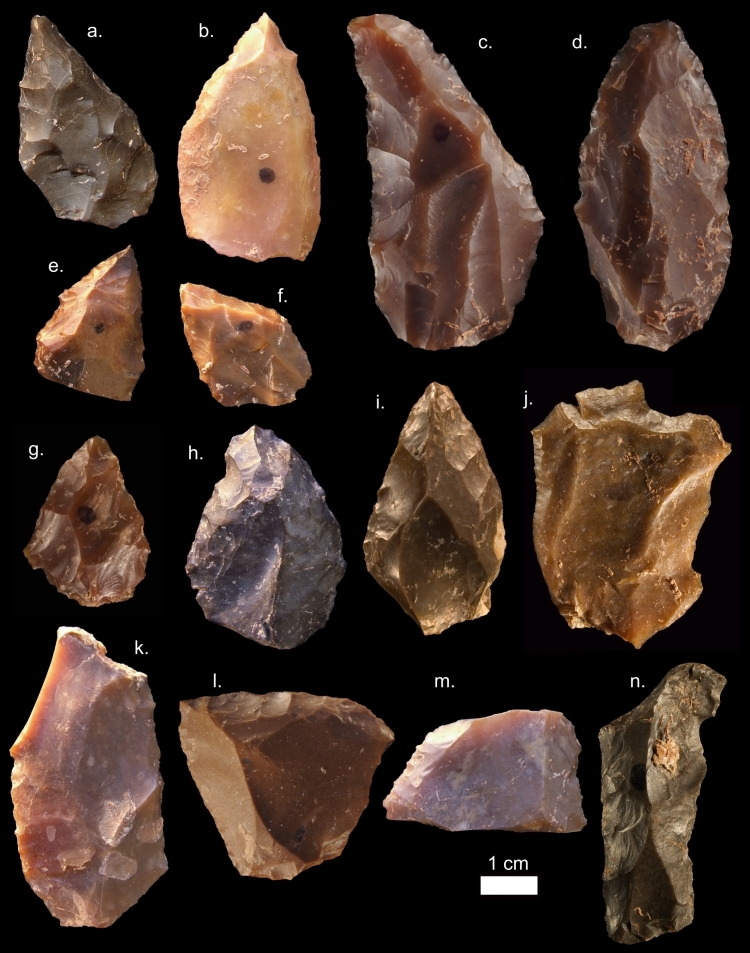
Middle Stone Age-werktuigen gevonden bij Djebel Irhoud

## Early Stone Age

### Stenen werktuigen
Er is nog geen Oldowan-site ontdekt in Marokko, in tegenstelling tot Algerije, waar de site van Aïn Boucherit uit ongeveer 2 miljoen BP dateert.
De Thomas-steengroeve in Casablanca leverde de oudste stenen werktuigen op die tot nu toe in Marokko bekend zijn, daterend van ongeveer 1,3 miljoen BP. Ze vertegenwoordigen de oudste werktuigen van het Acheuléen-type (vuistbijlen, cleavers en andere grote gereedschappen) die in Noord-Afrika zijn gevonden, vóór die uit Tighennif, in Algerije, die ongeveer uit 1 miljoen BP dateerden. De datering werd verkregen door de combinatie van paleomagnetisme en geochemie van de laagste archeologische laag. Dit komt overeen met een periode tussen isotoopstadia 43 en 37. De Kombewa-methode, kenmerkend voor de tweede Acheuléenlaag en aanwezig op de Tighennif-site, ontbreekt in de Thomas I-groeve, wat consistent is met het dateringsverschil.

### Menselijke fossielen
Jean-Paul Raynal en zijn team ontdekten menselijke fossiele resten uit het Chibaien in de Thomas I-groeve:
- in 2008 een onderkaak van 500.000 BP
- in 2019 overblijfselen van ongeveer 650.000 BP, de oudste tot nu toe bekende menselijke fossielen uit Marokko

De fossiele schedel van Salé, ontdekt in 1971 door de Franse paleoantropoloog Jean-Jacques Jaeger, dateert van ongeveer 400.000 BP. Het wordt toegewezen aan de soort Homo rhodesiensis. Deze persoon moet hebben geleden aan een pathologie, gebaseerd op het uiterlijk van de spieraanhechtingen in de pariëtale en occipitale gebieden van het hoofd, de afmetingen van het nekgebied en de asymmetrieën die de basis van de schedel aantastten, maar ook het gewelf ervan. Het gehele nekvlak is aanzienlijk ingekort en veel kleiner van formaat dan alle andere exemplaren uit deze periode. Dit is ongebruikelijk, aangezien archaïsche mensen normaal gesproken een korte achterhoofdsschub en een langwerpig nekvlak hebben. Het is zeer waarschijnlijk dat een zo gehandicapt individu zijn overleving alleen te danken heeft aan de hulp van de gemeenschap waartoe hij behoorde, wat een sociale omgeving veronderstelt, of op zijn minst een minimum aan altruïsme.

## Middle Stone Age

### Djebel Irhoud

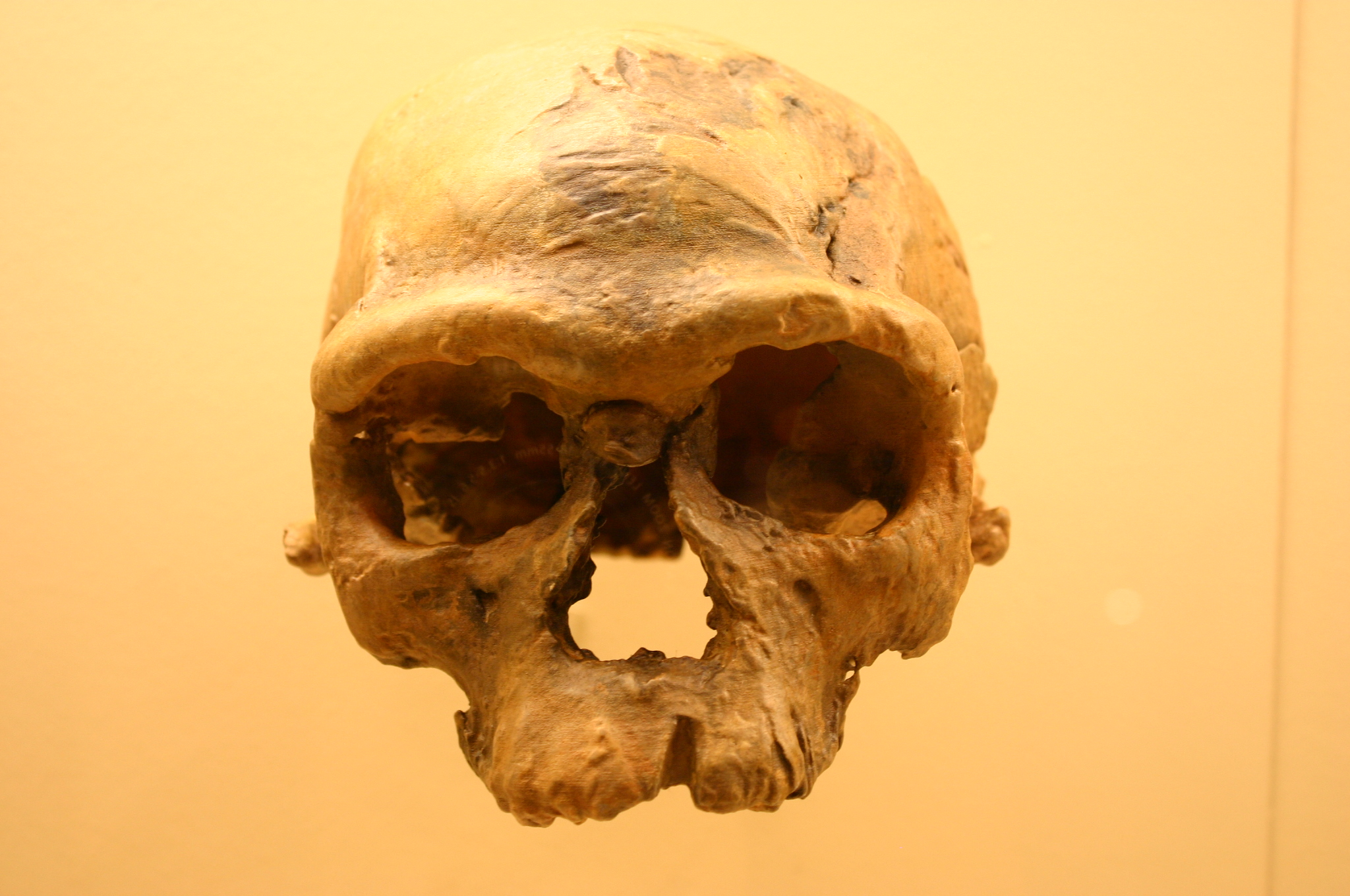
schedel Irhoud 1

De vindplaats Djebel Irhoud, ongeveer 55  km ten zuidoosten van Safi in de administratieve regio Marrakech-Safi, leverde de oudste tot nu toe bekende moderne menselijke fossielen op, namelijk 22 fossielen ontdekt tussen 1960 en 2016, in 2017 gedateerd op ongeveer 300.000 jaar.
De locatie, een oude grot die door een barietmijn werd gestript, leverde in 1960 zijn eerste menselijke fossiel op, een redelijk complete schedel gevonden door een mijnwerker, Irhoud 1 genoemd. Een tweede, minder complete schedel, Irhoud 2, werd later ontdekt door de Franse onderzoeker Émile Ennouchi, daarna achtereenvolgens vier andere fossielen eind jaren zestig. Hun datering bleef lange tijd onnauwkeurig, vooral als gevolg van de vernietiging van de stratigrafie door mijnbouwactiviteiten. De paleoantropologen Jean-Jacques Hublin en Abdelouahed Ben-Ncer hervatten de opgravingen in 2004 en vonden tussen 2007 en 2016 16 nieuwe menselijke fossielen, in lagen die gespaard bleven door mijnbouw. Ze publiceerden hun resultaten en analyses in 2017 met een nieuwe datering gebaseerd op twee onafhankelijke methoden die convergerende resultaten opleverden: Thermoluminescentiedatering toegepast op vuurstenen werktuigen die bedekt waren door een haard, en Elektronspinresonantie toegepast op het glazuur van een tand uit de onderkaak Irhoud 3.
De analyse van fossielen met behulp van 3D-morfometrie laat zien dat Homo sapiens op dat moment een reeds moderne gezichtsmorfologie had, ondanks een meer ontwikkelde supra-orbitale torus dan bij de huidige mens, maar aan de andere kant een morfologie van de schedel vertoonde die nog steeds archaïsch was. ver verwijderd van de bolvormige vorm van moderne schedels, terwijl het een endocraniaal volume had dat vergelijkbaar was met het huidige volume.
De fossielen van Djebel Irhoud gingen vergezeld van een lithische industrie van een Middle Stone Age-type.

### Andere menselijke fossielen
De Kebibat-man, in Rabat, dateert van ongeveer 145.000 BP. Hoewel ouder dan de Jebel Irhoudschedel heeft hij een meer archaïsche morfologie.

### Atérien

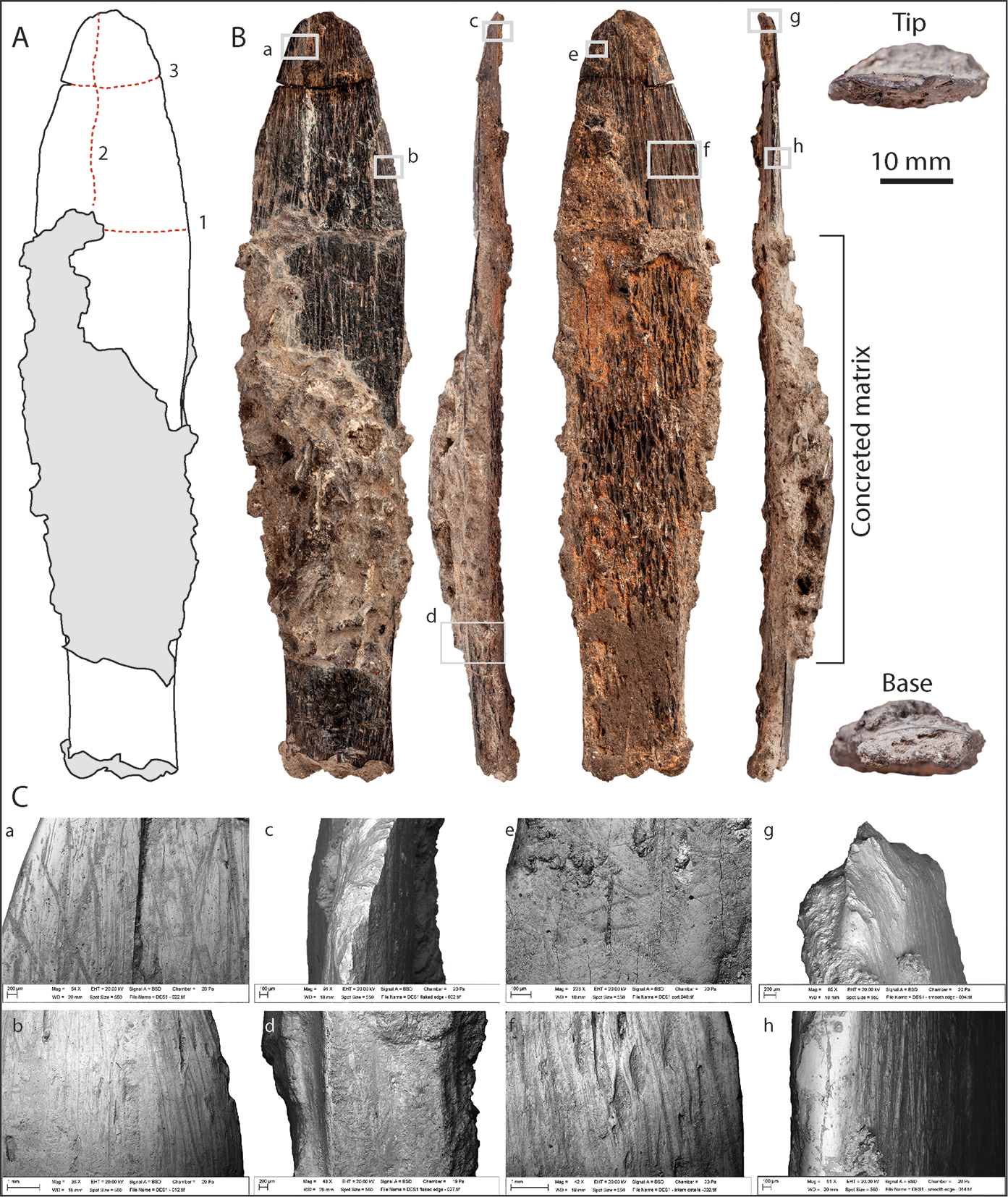
90.000 BP benen werktuig uit Dar es-Soltan (Atérien)

Het Atérien is een lithische industrie die Noord-Afrika en de Sahara bestreek. Ze dankt haar naam aan de site Bir el-Ater, gelegen ten zuiden van Tébessa, Algerije, waar ze in 1922 door Maurice Reygasse werd beschreven.
De oudste Atérien-vindplaats dateert van 145.000 jaar BP, in Ifri n'Ammar, Marokko. Atérien-locaties namen in aantal toe vanaf ongeveer 130.000 BP, toen het klimaat in Noord-Afrika gunstiger werd. De industrie verdween ongeveer 30.000 BP en lijkt geen invloed te hebben gehad op de latere culturen in de regio, met name het Ibéromaurusien dat ongeveer 25.000 BP in de Maghreb verscheen, na een archeologische onderbreking van enkele duizenden jaren.
Het Atérien onderscheidde zich door de aanwezigheid van gesteeld gereedschap dat bedoeld was om te worden geheft. Het combineert de Levalloistechniek met het maken van gediversifieerde afslaggereedschappen (racloirs, gekarteld gereedscap, enz.), evenals tweezijdig bewerkte Bladvormige punten.
Het Atérien werd gevonden op tal van sites in Marokko, met name Taforalt, Ifri n'Ammar en Dar es-Soltan. Bij de werktuigen werden ook enige menselijke resten opgegraven, met name in Dar-es-Soltan, Témara en Harhoura, nabij Rabat. Dit zijn fossielen van Homo sapiens, min of meer modern, afhankelijk van hun leeftijd.

#### Sieraden
Elementen van persoonlijke versiering (doorboorde Nassarius-schelpen en oker om een ketting te vormen) werden gevonden in Taforalt, in het noordoosten van Marokko. Ze dateren van 82.000 BP. Dit zijn de oudst bekende sporen van menselijke sieraden in Noord-Afrika, terwijl in de Blombosgrot in Zuid-Afrika en de Apollo 11-grot in Namibië artefacten van vergelijkbare leeftijd izijn gevonden.

#### Benen werktuigen
De Grotte des Contrebandiers, aan de Atlantische kust nabij Témara, ten zuiden van Rabat, leverde benen werktuigen op die dateren van 120.000 à 90.000 jaar BP, en waarschijnlijk werden gebruikt voor het bewerken van leer en bont om kleding te maken. Dit waren gereedschappen die specifiek voor dit doel werden gemaakt, zoals gutsen, spatels en gladmakers, en niet alleen botten die in hun ruwe vorm worden gebruikt, zoals al bijna 2 miljoen jaar geleden in Zuid-Afrika aanwezig. Dit is het oudst bekende bewijs dat er kleding werd gemaakt met gereedschap van been.

### Paleoklimaat
Aan het einde van de Middle Stone Age viel er zware regenval in de Sahara en de Maghreb. Het toenmalige vochtige klimaat bevorderde de ontwikkeling van populaties olifanten, giraffen, neushoorns en andere, waarop de mensen in grote aantallen jaagden.

## Laatpaleolithicum
Waar de voorafgaande culturen nog een volledig Afrikaans karaker hadden, arriveerde na een archeologische onderbreking van enkele duizenden jaren vanaf 25.000 jaar BP uit West-Azië  een nieuwe, basaal Euraziatische, bevolking in de Maghreb. Het mensentype uit deze periode dat hier en in Algerije gevonden werd, wordt Mechta-Afalou genoemd. 
Archeologische opgravingen brachten zeer verfijnde jachtwapens aan het licht, gemaakt van steen, hout en zelfs touw. De projectielpunten worden Oranian of Ibéromaurusien genoemd.
De belangrijkste archeologische site uit het Ibéromaurusien in Marokko is de grot van Tafoughalt, mogelijk de oudste begraafplaats in Noord-Afrika. Het bevatte minstens 34 skeletten van adolescenten en volwassenen uit het Ibéromaurusien, daterend uit de periode van 15.100 en 14.000 jaar BP. 

## Epipaleolithicum
Het Capsien, afkomstig uit het zuiden van Tunesië en gedateerd tussen ongeveer 7500 en 4000 v.Chr., wordt waargenomen door de invloed die ze uitoefende op de lokale culturen.

## Neolithicum
Vanaf ongeveer 5300 v.Chr. ontstonden er sedentaire samenlevingen die hun voedsel produceren via landbouw en veeteelt. Landbouw verscheen rond 8500 v.Chr. in West-Azië. Langs de Middellandse Zeekusten verspreidde ze zich met name door de Cardiaal-impressoculturen.
Het vroegste bewijs van aardewerk, gedomesticeerde granen en veeteelt werd in Noord-Marokko ongeveer twee eeuwen later dan de La Almagra-sites op het Iberisch Schiereiland, gevonden bij Kaf Taht el-Ghar (KTG), rond 5350 v.Chr. gekalibreerd. Menselijke resten uit de vroege neolithische context tonen voornamelijk Europese vroege landbouwers-afkomst, wat suggereert dat de landbouw werd geïntroduceerd door Europese migranten en vervolgens snel werd overgenomen door lokale groepen.
In het midden-neolithicum verscheen er een nieuwe bevolking uit de Levant in de Maghreb, die samenviel met de komst van het pastoralisme in de regio. Deze veranderingen in afkomst tijdens de neolithisering van Noordwest-Afrika weerspiegelen een heterogeen economisch en cultureel landschap.

## Kopertijd
De kopertijd begon met de vestiging van mensen van de klokbekercultuur aan de noordkust van Marokko. 

## Brons- en IJzertijd
Rond 3.500 v.Chr. begon de Sahara versneld uit te drogen. In Egypte begon de bronstijd omstreeks 3.200-3.000 v.Chr., en daarmee de Proto-dynastieke Periode. In Egypte brak tijdens de bronstijd ook de historische periode aan, maar de rest van Noord-Afrika bleef nog lang zonder geschreven bronnen.
De Maghreb ontving enkele invloeden van de culturele groepen uit de Europese bronstijd, zoals blijkt uit de bevindingen met betrekking tot de klokbekertradities die in Marokko worden aangetroffen. 
In het 3e millennium v.Chr. verspreidden proto-Berbersprekers zich over een gebied van Egypte tot Marokko. 
De ontdekking van afbeeldingen van metalen wapens op de rotstekeningen van de Marokkaanse Hoge Atlas heeft het mogelijk gemaakt de geschiedenis van metalen in de regio enigszins te verduidelijken. Desondanks produceerde de regio pas tijdens de Fenicische kolonisatie (rond 1100 v. Chr.) zijn eigen metallurgie.